# 1297 Quadea
1297 Quadea este o planetă minoră (asteroid), cu un diametru de 22,42 km, din centura de asteroizi. A fost descoperită pe 7 ianuarie 1934 la Observatorul Königstuhl de Karl Wilhelm Reinmuth. 
Obiectul prezintă o orbită caracterizată de o semiaxă mare de 3,0198041 UAi, o excentricitate de 0,073416, o înclinație de 9,009 ° în raport cu ecliptica.